# Bezedek
Bezedek es un pueblo ubicado en el distrito de Mohács, en el condado de Baranya, Hungría.

## Superficie
Posee una superficie de 11,36 kilómetros cuadrados.

## Demografía
Hasta 2019 la población era de 201 habitantes, con una densidad de población de 17,69 habitantes por kilómetro cuadrado.